# Секретарська сільська рада (Сєверний район)
Секрета́рська сільська рада (рос. Секретарский сельский совет) — сільське поселення у складі Сєверного району Оренбурзької області Росії.
Адміністративний центр — село Секретарка.

## Населення
Населення — 376 осіб (2019; 534 в 2010, 701 у 2002).

## Склад
До складу сільської ради входять:
| Населений пункт  | Населення, осіб (2002) | Населення, осіб (2010) |
| ---------------- | ---------------------- | ---------------------- |
| Моторино, село   | 127                    | 73                     |
| Садовка, село    | 2                      | 0                      |
| Секратарка, село | 572                    | 461                    |